# Dret positiu
El dret positiu és el conjunt de normes jurídiques escrites en un àmbit territorial en què de manera puntual genera polèmica de ser el més normatiu, i que abasta tota la creació jurídica del legislador, mai del passat i només la vigent, no només recollida en forma del que ve sent la llei. El concepte de dret positiu està basat en el positivisme, corrent de pensament jurídic que considera el dret com una creació de l'ésser humà. L'home crea el dret, les lleis (sent aquestes la voluntat del sobirà) creen dret. Al contrari del dret natural, segons el qual el dret era al món prèviament, i l'ésser humà es limitava merament a descobrir-lo i aplicar-lo en tot el sentit de la paraula.
En aquest sentit, el dret positiu descansa en la teoria del normativisme (elaboració del teòric del dret Hans Kelsen segle XX), i que estructura al dret segons una jerarquia normativa.
Des del punt de vista d'altres escoles de pensament jurídic, que no exclouen l'existència del dret natural o dret diví, el dret positiu seria aquell que emana de les persones, de la societat, i que ha d'obeir als anteriors per ser just i legítim.
Així, s'entén el dret positiu com un dret lloc o donat des de l'Estat. El positivisme jurídic es divideix en formalista i sociològic. El primer estudia les formes jurídiques i sorgeix al segle xix amb dues escoles com precursores d'aquest corrent: a França l'Escola Exègesi, i a Alemanya l'Escola Dogmàtica alemanya. Pel que fa al positivisme jurídic de caràcter sociològic, estudia l'impacte del dret positiu en la societat. Les seves escoles precursores són a França l'Escola Social francesa, ia Alemanya el Moviment del Dret Lliure alemany, ambdues del segle XIX-XX.
La concepció del positivisme jurídic abasta un sol dret, el que també es coneix com a monisme jurídic: el dret positiu. En canvi, per al iusnaturalisme o dret natural, hi ha dos drets (dualisme jurídic): el dret positiu i el dret natural. Aquest últim es defineix com el conjunt de principi sobre valors superiors als quals podem accedir a través de la capacitat humana i que prevalen sobre el dret positiu i són sempre vàlids. L'origen d'aquesta doctrina és tan antic com el Dret, i pot rastrejar intelectualment des del pas del mite al logos al Grècia Antiga.
Els drets positius, en plural, són per tant conceptualment diferents dels drets naturals.